# International Council of Payment Network Operators

Logo von ICPNO

Der International Council of Payment Network Operators (ICPNO), Internationaler Rat der Zahlungsnetzwerkbetreiber, ist eine internationale Organisation von Zahlungsnetzwerkbetreibern aus verschiedenen Ländern.

## Hintergrund und Entstehungsgeschichte
Der Internationale Rat der Zahlungsnetzwerkbetreiber (ICPNO) wurde 2008 gegründet. Das Ziel des Internationalen Rat der Zahlungsnetzwerkbetreiber (International Council of Payment Network Operators, kurz ICPNO) ist die Erarbeitung gemeinsamer Standards und Regeln für die weltweite Interoperabilität nationaler Bezahlverfahren auf Basis des Online-Banking.
An dem konstituierenden Treffen des ICPNO in London nahmen die folgenden Vertreter Online-Banking basierter Bezahlverfahren teil: giropay stellvertretend für Deutschland, iDEAL (Zahlungsverkehr) aus den Niederlanden, VocaLink (UK), NACHA (USA) und Interac (Kanada).

## Zielsetzung
Die Aufgabe des Rats besteht darin, ein Rahmenwerk zu schaffen, das eine weltweite Interoperabilität nationaler, alternative Zahlungsmöglichkeiten bietender Netzwerke ermöglicht, das den Zugang zu Verbrauchern und Händlern in anderen Netzwerken gestattet und durch das das Transaktionsvolumen in allen teilnehmenden Netzwerken steigt. Die Mitgliedschaft im Rat steht Vertretern von Zahlungsnetzwerkbetreibern in der ganzen Welt und Organisationen offen, die Netzwerke in ihrem Land einrichten möchten.
Online-Banking basierte Bezahlverfahren ermöglichen den Verbrauchern, ihre Einkäufe im Internet einfach, vertraulich und sicher über ihr gewohntes Online-Banking zu bezahlen. Aber auch für Händler sind solche Echtzeit-Bankzahlungsverfahren attraktiv, weil sie eine sofortige Zahlungsermächtigung und -garantie ohne das Risiko einer Rücklastschrift ermöglichen.
Ziel der Initiative des ICPNO ist es, sämtliche teilnehmenden Verfahren zu vernetzen, so dass ein Verbraucher in Land A über das Online-Banking bei einem Online-Händler in Land B einkaufen kann. Die Gruppe arbeitet gegenwärtig an der Definition der Interoperabilitätsanforderungen für die Verfahren und hat bislang gute Fortschritte erzielt. Sie wird sich in regelmäßigen Abständen treffen, um die ICPNO-Standards für eine weltweite Interoperabilität der Verfahren unter Berücksichtigung wichtiger Fragen wie Technologie, internationale Zahlungsabwicklung, Einhaltung von Rechtsvorschriften, Sicherheit, Kommunikation, Gebührenstruktur und Wechselkursmechanismen weiterzuentwickeln.

## Zusammenarbeit
Der ICPNO steht bereits in Kontakt mit dem Europäischen Zahlungsverkehrsausschuss (EPC), um in Zusammenarbeit das Risiko einer unnötigen doppelten Arbeit oder einer Entwicklung widersprüchlicher Standards zu minimieren.